# Серков, Антон Валерьевич
Анто́н Вале́рьевич Серко́в (21 апреля 1988, Ленинград) — российский дартсмен и учёный. Чемпион России по дартс в миксте (2020), обладатель кубка России в миксте (2024), победитель и призёр международных и всероссийских соревнований. Мастер спорта России.

## Спортивная карьера
В дартс пришёл в начале 2016 года. Сначала он бросал дротики в инжиниринговом центре микротехнологии и диагностики СПбГЭТУ «ЛЭТИ», где его заметил заведующий лабораторией Иван Панчурин. Он пригласил парня на тренировку и объяснил ему правила игры. С тех пор Серков стал чаще уделять время дартс.
Спустя короткое время вошёл в число лучших дартсменов Санкт-Петербурга и стал выезжать на всероссийские соревнования. В 2020 году стал чемпионом России в миксте, завоевав золотые медали вместе с Андреем Ратниковым и Ириной Боровковой , а в 2024 стал обладателем Кубка России в это дисциплине вместе с Евгением Изотовым и Ириной Авиловой.
Использует дротики Monster 18g, QX Max 21g и Unicorn 14g

## Научная деятельность
Работает на кафедре микро- и наноэлектроники Санкт-Петербургского государственного электротехнического университета «ЛЭТИ». Помогает вести лабораторные работы для студентов 4 и 5 курсов. Готовит диссертацию на соискание учёной степени кандидата технических наук, пишет научные статьи и участвует в конференциях.
Научные интересы связаны с плазмохимическими методами обработки поверхностей полупроводниковых материалов.

## Личная жизнь
Женат. Супруга Мария Серкова (Попова) — чемпионка России по дартс в командном разряде (2020), мастер спорта России.

## Достижения

### Крикет
- Бронзовый призёр чемпионата России (2020)

### Парные
- Победитель международного турнира Baltic Cup (Литва, 2019)

### Микст
- Чемпион России (2020)
- Кубок России (2024)